# Porcellio punctatus
Porcellio punctatus är en kräftdjursart som beskrevs av Brandt 1833. Porcellio punctatus ingår i släktet Porcellio och familjen Porcellionidae. Inga underarter finns listade i Catalogue of Life.